# Deana hybreasalis
Deana hybreasalis is een vlinder uit de familie van de grasmotten (Crambidae). De wetenschappelijke naam van deze soort is voor het eerst voorgesteld als Scopula hybreasalis door  Francis Walker in een publicatie uit 1859.
De soort komt voor in Nieuw-Zeeland.